# Monestir de Tengboche
El Monestir de Tengboche (o Monestir de Thyangboche ), també conegut com a Dawa Choling Gompa, es troba al poble de Tengboche al Nepal. Està a 3,867 metres (12,687 ft) d'altitud. Va ser construït el 1916 pel Lama Gulu. El 1934 va ser destruït per un terratrèmol i va ser reconstruït. El1989, va ser destruït una altra vegada per un incendi i tornat a reconstruir.
El monestir de Tengboche és un Patrimoni de la Humanitat segons la UNESCO.

## Galeria

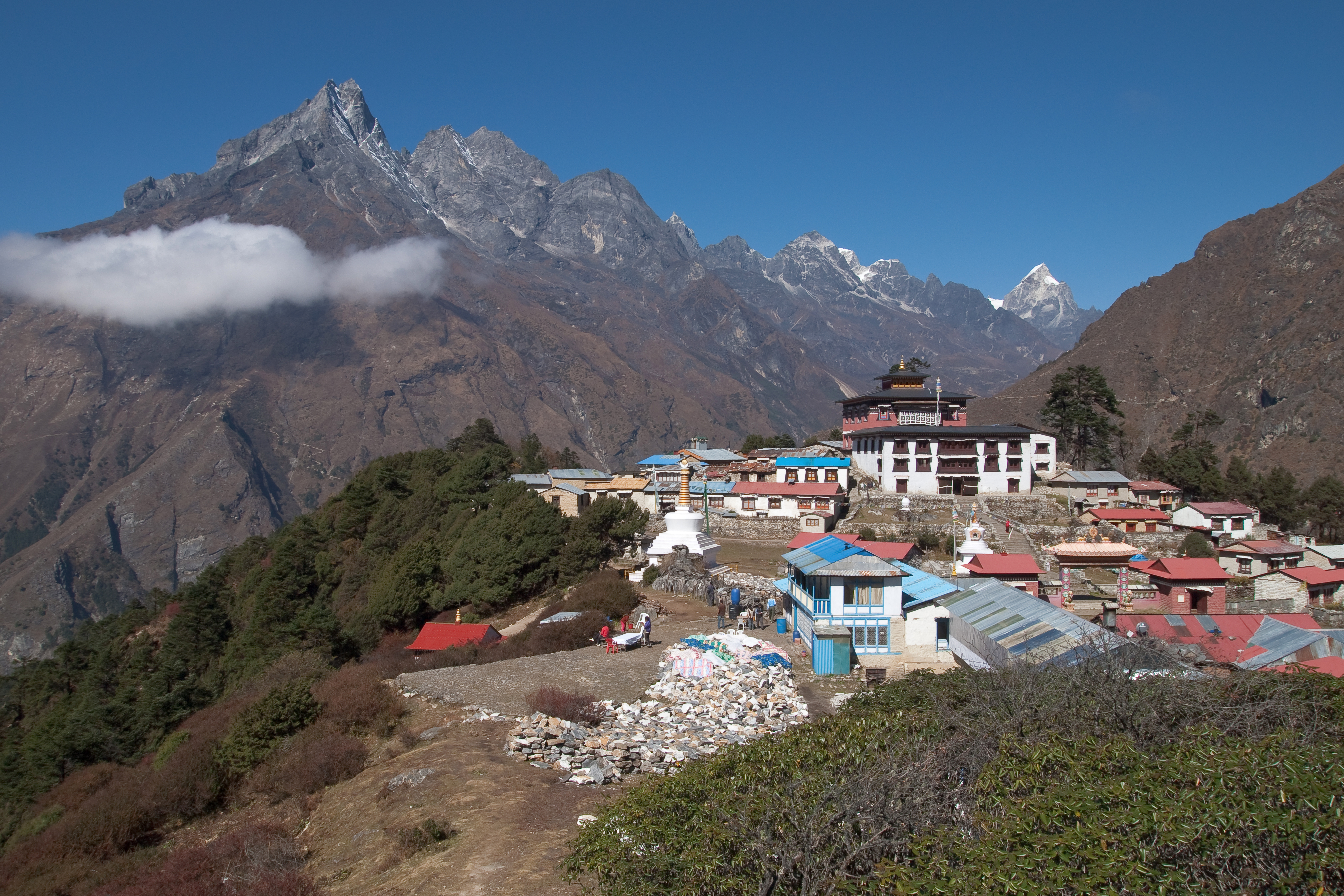
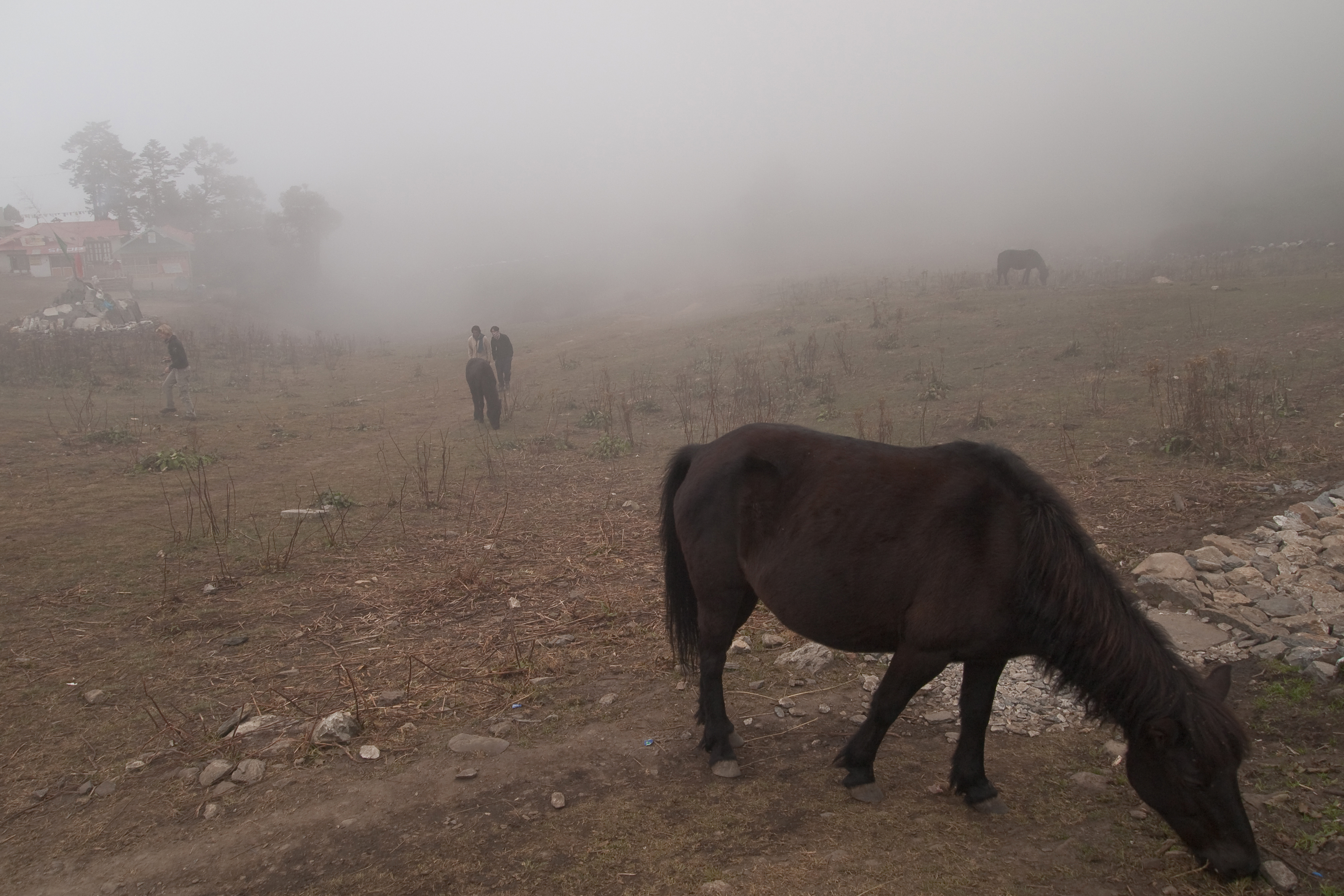
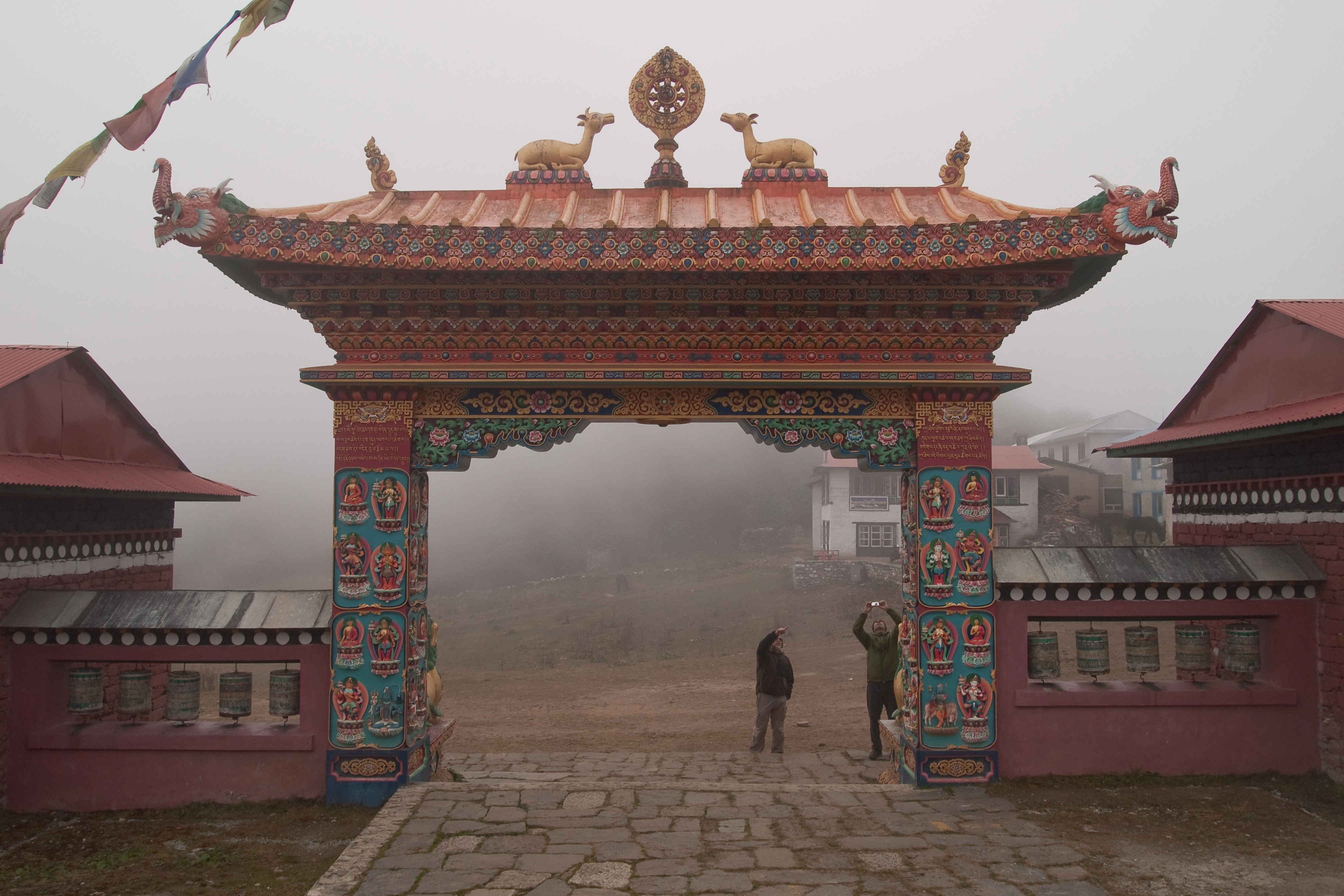
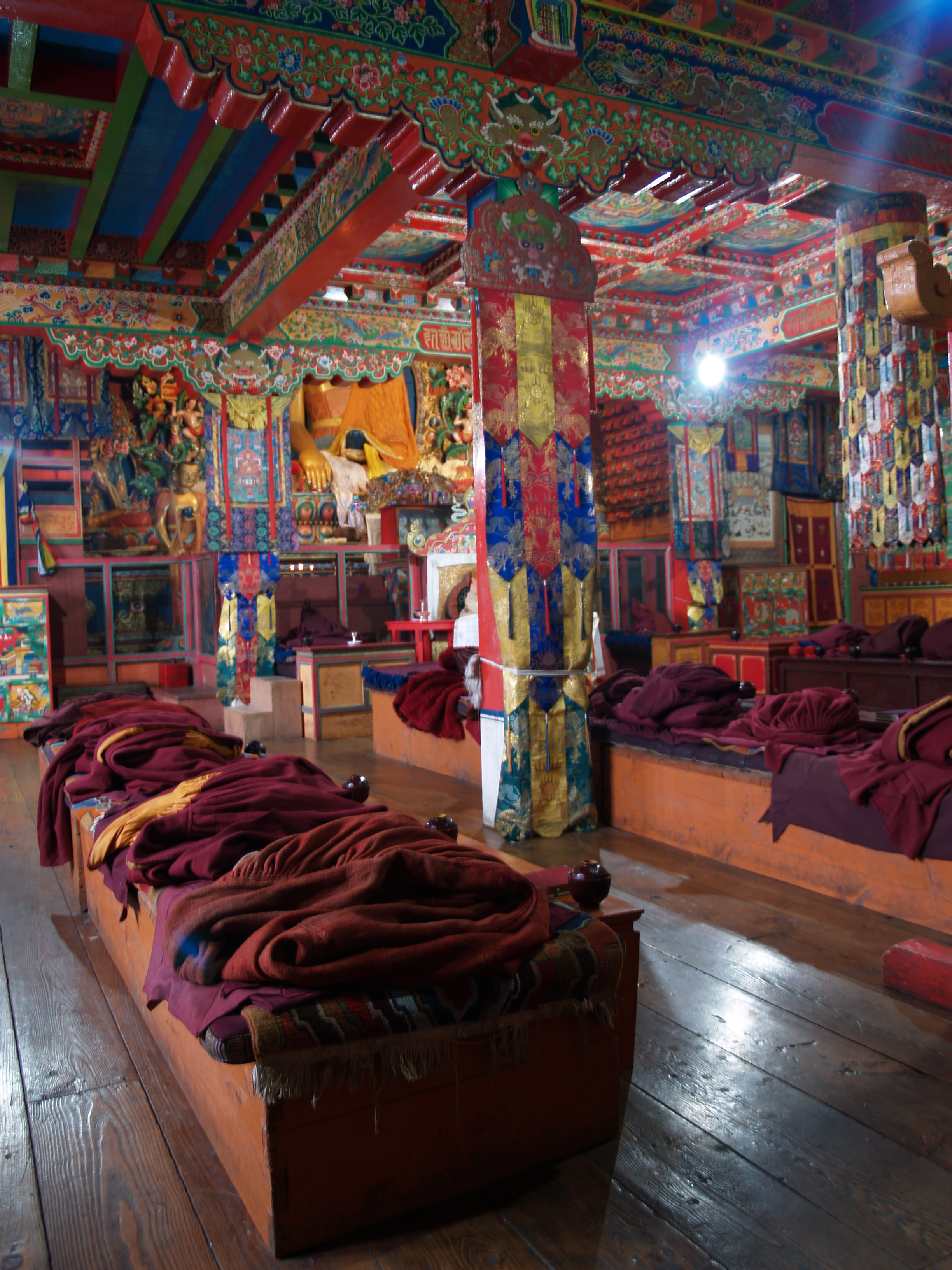
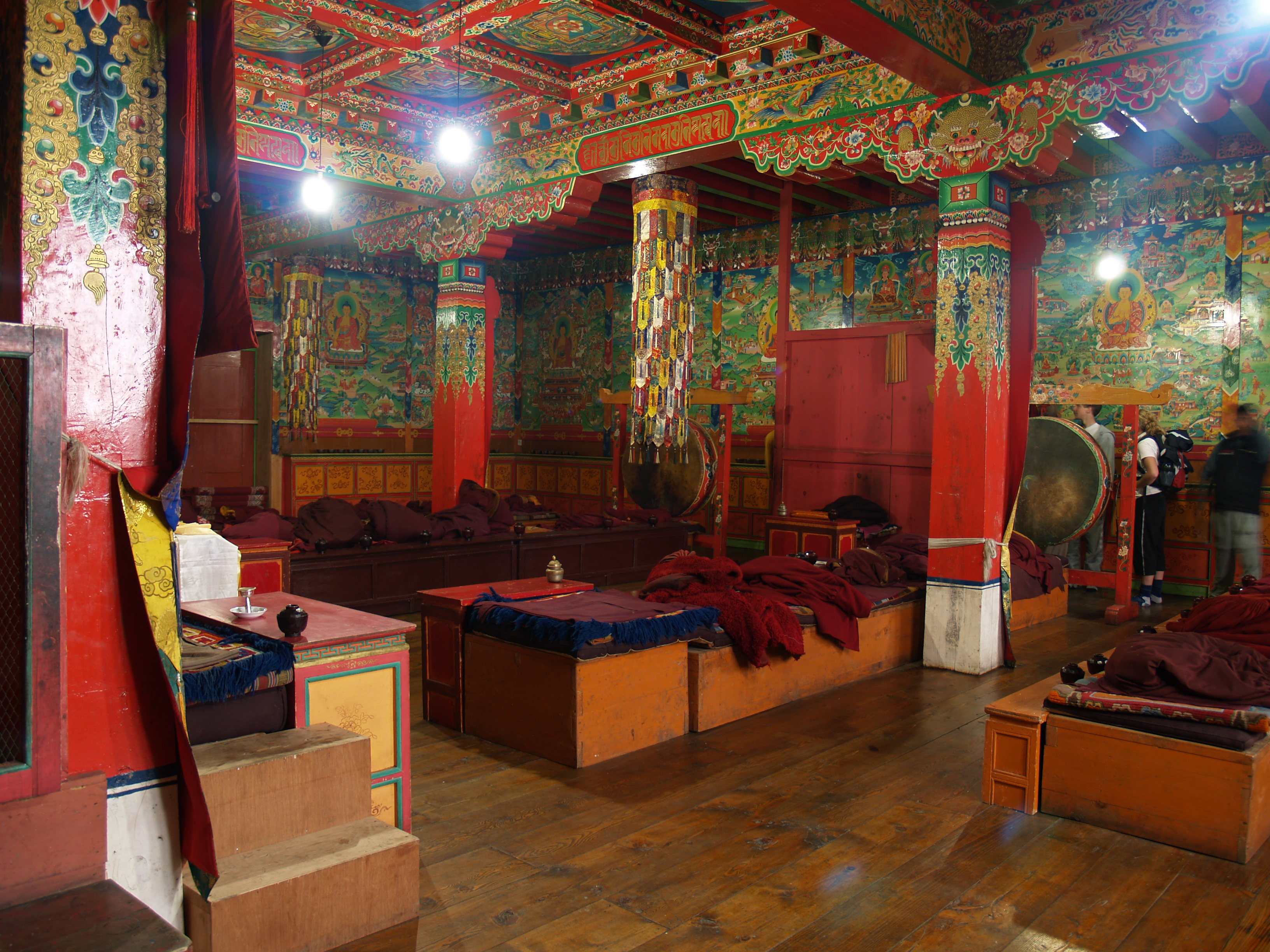
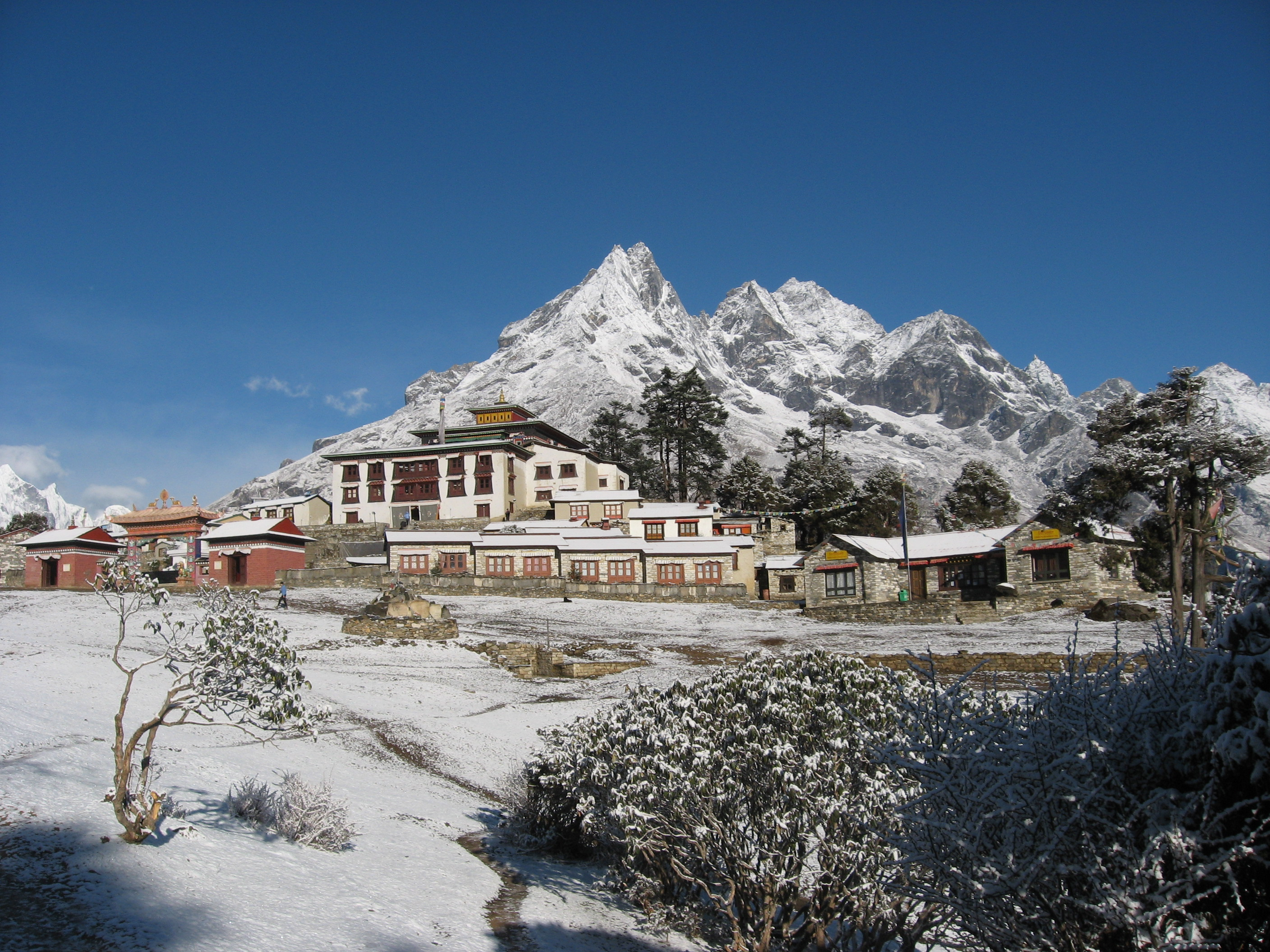